# Blauet nan de les Bismarck
El blauet nan de les Bismarck (Ceyx websteri) és una espècie d'ocell de la família dels alcedínids (Alcedinidae) que habita els rius de la selva de les illes Bismarck.